# Долтон (Джорджия)
Долтон (англ. Dalton) — город в США, в штате Джорджия, административный центр округа Уитфилд.

## География

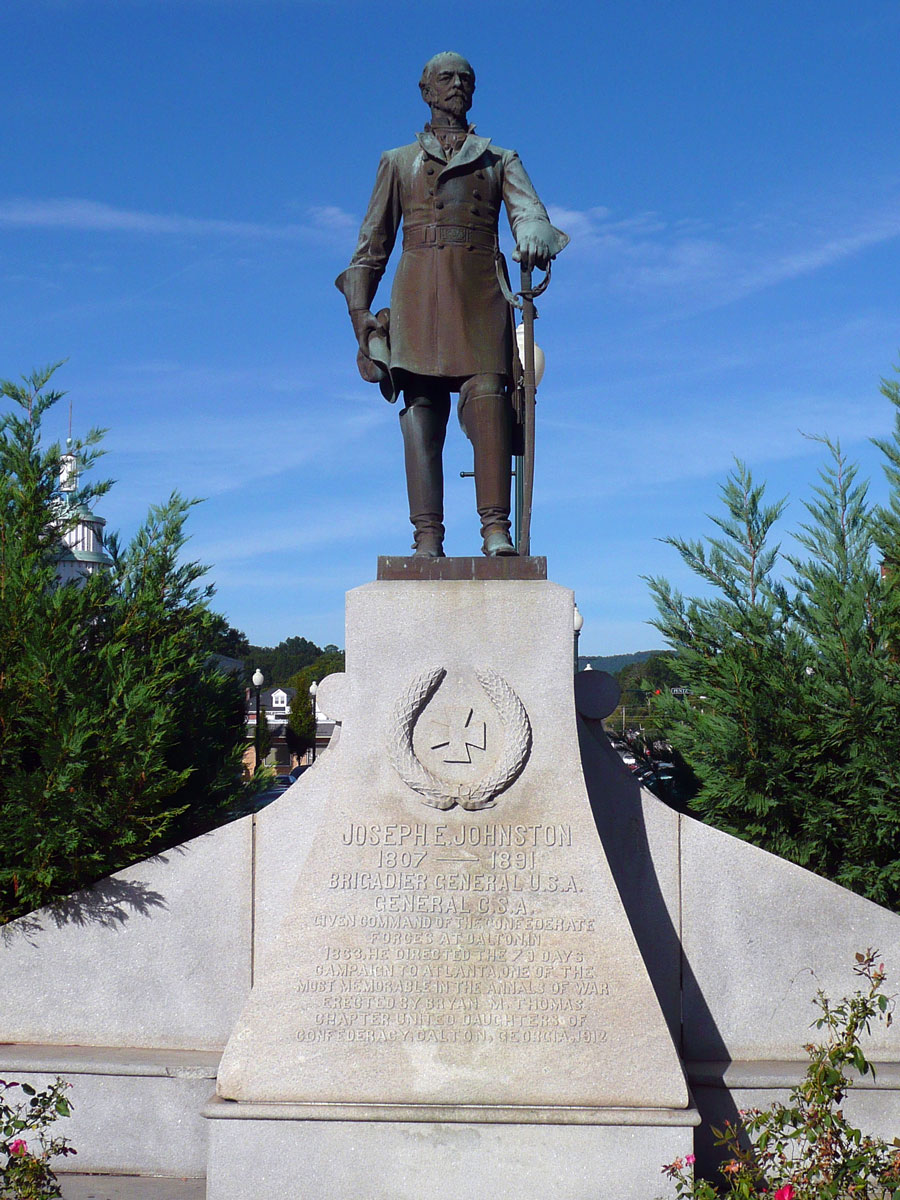
Памятник генералу Джозефу Джонстону в Долтоне

Город расположен в северо-западной части штата Джорджия. По данным Бюро переписи населения США площадь города составляет 51,3 км².

## Население
По данным переписи 2010 года население Долтона составляет 33 128 человек. Расовый состав: белые (65,0 %); афроамериканцы (6,4 %); коренные американцы (0,6 %); азиаты (2,4 %); жители островов Тихого океана (0,1 %); представители других рас (22,3 %) и представители двух и более рас — 3,2 %. Латиноамериканцы всех рас составляют 48,0 % населения.
27,3 % населения города — лица в возрасте младше 18 лет; 12,0 % — от 18 до 24 лет; 30,3 % — от 25 до 44 лет; 18,9 % — от 45 до 64 лет и 11,5 % — 65 лет и старше. Средний возраст населения — 31 год. На каждые 100 женщин приходится 104,0 мужчин. На каждые 100 женщин в возрасте старше 18 лет — 101,6 мужчин.
Средний доход на домохозяйство — $34 312; средний доход на семью — $41 111. Средний доход на душу населения — $20 575.
Динамика численности населения города по годам:
| 1950   | 1960   | 1970   | 1980   | 1990   | 2000   | 2010   |
| ------ | ------ | ------ | ------ | ------ | ------ | ------ |
| 15 968 | 17 868 | 18 872 | 20 939 | 21 761 | 27 912 | 33 128 |

## Известные уроженцы
- Марла Мейплз — американская актриса и продюсер
- Митчелл Боггс — американский бейсболист
- Лейн Дэвис — американский актёр